# フィーバーワン
『フィーバーワン』は、1995年6月にSANKYOが発売した、サーキットでF1マシンによるバトルが描かれたパチンコ機のシリーズ名。
『フィーバーワンGP』と『CRフィーバーワンGP』の2機種がある。

## 概要
液晶型のデジパチ。現金機とCR機の2つのタイプが発売された。CR機は旧基準フルスペック機の中では大当たり確率が高確率であることが特徴である。リーチ演出は、実際のレースを彷彿とさせるものが多い。
現金機は奇数図柄の1•3•5•7•9で当たると次回大当たりまで小当たりの確変となる。CR機は奇数図柄で当たった場合は確変に突入し、以後2回まで継続する。現金機もCR機も小当たり確率が大幅に上昇し、電チューが開放されやすくなる。
大当たり図柄は15種類あり、5種の奇数図柄が確変図柄になるので、突入率は1/3となる。

## スペック
- フィーバーワンGP
  - 賞球数 7&15
  - 大当たり最高継続 16R
  - 大当たり確率 1/248

- CRフィーバーワンGP
  - 賞球数 5&15
  - 大当たり最高継続 16R
  - 大当たり確率 1/371
  - 確変中大当たり確率 1/74.2

## 図柄
- 0
- 1
- 2
- 3
- 4
- 5
- 6
- 7
- 8
- 9
- F
- G
- P
- R
- X

## 演出
リーチアクションは、1段階目と2段階目、そして3段階目がある。
1段階目としては左右図柄テンパイ後に発展する「ノーマルリーチ」、「スピンリーチ」、「どけどけリーチ」がある。
2段階目としては、「ノーマルリーチ」と「スピンリーチ」から発展する「ロングリーチ」「炎上リーチ」「ブチかましリーチ」がある。
3段階目としては「ロングリーチ」「炎上リーチ」「ブチかましリーチ」から発展する「戻りリーチ」がある。
「どけどけリーチ」は左右図柄テンパイ後に発展するパターンと、2段階目として「スピンリーチ」から発展するパターンがある。2段階目のパターンの方が信頼度が高い。

## コンシューマ移植
- 本家 SANKYO FEVER 実機シミュレーションシリーズ（スーパーファミコン用）
  - 『本家 SANKYO FEVER 実機シミュレーション2 』（スーパーファミコン用、BOSSコミュニケーションズ、1995年12月15日発売、SHVC-A33J-JPN、JAN-4511974100017）に『CRフィーバーワンGP』が収録。

## サウンドトラック
- 『ザ・パチンコ・ミュージック・フロム・SANKYO SPECIAL ～愛のパチパチロック～』 キングレコード、1996年2月21日。KICA-1173。
  - BGMが収録されている。